# Breaking Glass
"Breaking Glass" es una canción por el músico británico David Bowie. Fue coescrita por Bowie, el bajista George Murray y el baterista Dennis Davis en septiembre de 1976. Fue originalmente publicada en el álbum de 1977, Low, pero fue más tarde lanzada como sencillo el 17 de noviembre de 1978 para promover su segundo álbum en vivo, Stage, donde alcanzó la posición #54 en el Reino Unido.
En los Estados Unidos, la canción "Star" fue elegido como la canción principal del EP en vivo (con "What in the World" y "Breaking Glass" como lado B), pero falló en posicionarse, mientras que en Japón, "Soul Love" fue publicado para promover Stage (con "Blackout" como lado B). 
Bowie interpretó "Breaking Glass" en las giras de Isolar II, Serious Moonlight, Outside, Heathen, y A Reality.

## Letras
La canción original no era complaciente incluso para los estándares de Low. La letra fracturada es, como varias canciones escritas durante la estadía de Bowie en Berlín, introspectiva de su período oscuro y lleno de drogas en Estados Unidos en 1975 hasta 1976. Su letra, cuando está escrita, se ve más como un párrafo que como una canción, y cuando se las separa en frases, la canción tiene un sentimiento desarticulado. La canción también es curiosamente corta, no llega a los 2 minutos y sólo tiene una estrofa.
Los versos "Don't look at the carpet; I drew something awful on it" se refieren a la práctica de Bowie a dibujar el Árbol de la vida en el suelo durante ese período, ya que, en su momento, estaba interesado en Aleister Crowley y en la Cábala hermética.

## Versiones en vivo
- Una presentación en vivo durante la gira de Serious Moonlight, filmada el 12 de septiembre de 1983, fue incluida en Serious Moonlight y en la caja recopilatoria Loving the Alien (1983–1988).[3]
- Dos grabaciones separadas de la canción, interpretadas durante la gira de Outside en 1995 y 1996, aparecen en los álbumes en vivo, Ouvre le Chien (Live Dallas 95) y No Trendy Réchauffé (Live Birmingham 95).[4]
- Una versión grabada en noviembre de 2003 durante la gira de A Reality fue publicada en el álbum, A Reality Tour, en 2010.[5]

## Créditos
Créditos adaptados desde las notas del álbum.
- David Bowie – voz principal y coros
- Carlos Alomar – guitarra líder
- Ricky Gardiner – guitarra rítmica
- George Murray – bajo eléctrico
- Dennis Davis – batería
- Brian Eno – sintetizador Minimoog

## Breaking Glass (Live)
"Breaking Glass (Live)" es una grabación en vivo del álbum de estudio Low, grabada por Bowie para su segundo álbum en vivo Stage. "Breaking Glass" fue publicada como sencillo el 17 de noviembre de 1978 en el Reino Unido, Bélgica, Países Bajos, España y Australia.

### Lista de canciones
1. "Breaking Glass" – 3:28
2. "Art Decade" – 3:10
3. "Ziggy Stardust" – 3:32

### Créditos
- David Bowie – voz principal y coros, teclado
- Carlos Alomar – guitarra rítmica, coros
- George Murray – bajo eléctrico, coros
- Dennis Davis – batería, percusión
- Adrian Belew – guitarra líder, coros

### Posicionamiento
| Lista (1978)                   | Máxima posición |
| ------------------------------ | --------------- |
| Reino Unido (UK Singles Chart) | 54              |

## Otros lanzamientos
- La canción fue publicada como sencillo junto con "Art Decade" y "Ziggy Stardust" como lado B el 17 de noviembre de 1978.[8]
- La canción ha aparecido en numerosos álbumes compilatorios de David Bowie:
  - The Best of Bowie (1980)
  - Sound and Vision (1989)
  - The Best of David Bowie 1974/1979 (1998)
  - The Platinum Collection (2005)
- Fue publicada como un disco ilustrado en la caja recopilatoria Life Time.[9]
- Una versión extendida de la grabación de estudio de la canción, originalmente publicada como sencillo en Australia, estuvo disponible en formato digital y CD por primera vez en 2017, en Re:Call 3, como parte de la caja recopilatoria A New Career in a New Town (1977-1982).[10]